# Santa Luzia (Kap Verde)
Santa Luzia (portugisisk for Saint Lucia) er en ø i øgruppen Barlavento i Kap Verde. Den ubeboede ø ligger mellem São Nicolau og São Vicente. Areal: 35 km². Øens højeste punkt er Monte Grande (395 moh). 
16°45′41″N 24°44′38″V / 16.76139°N 24.74389°V